# لذت گناه
لذت گناه فیلمی به کارگردانی و نویسندگی سیامک یاسمی محصول سال ۱۳۴۳ است.

## خلاصه داستان
جوانی به دختر لال آسیابان ده تجاوز می‌کند و دختر صاحب فرزندی می‌شود. چندی بعد جوان با دختر کدخدا ازدواج می‌کند، اما او نازا است. به همین جهت جوان به سراغ دختر لال می‌رود تا فرزندش را بگیرد. دختر که تحت حمایت پزشک دهکده است از دادن بچه خودداری می‌کند. جوان بچه را می‌دزدد. دختر، جوان را با تیر می‌زند و بچه در آب رودخانه می‌افتد. دختر از شدت هیجان به حرف می‌آید و پزشک دهکده کمک می‌کند تا فرزندش را نجات دهد.

## بازیگران و صداپیشگان
- فروزان بدون گوینده
- محمدعلی جعفری گوینده خودش
- سهیلا گوینده ایران بزرگمهر
- تقی ظهوری گوینده خودش
- بهروز وثوقی گوینده خودش
- ناصر ملک مطیعی گوینده منوچهر اسماعیلی

سرپرست گویندگان سیامک یاسمی